# Africella
Africella is een geslacht van vlinders van de familie snuitmotten (Pyralidae).

## Soorten
- A. amydra Hampson, 1930
- A. micraeola Hampson, 1930